# Sinobambusa
Sinobambusa es un género de bambús  de la familia de las poáceas. Es originario del este de Asia. Comprende 41 especies descritas y de estas, solo 16 aceptadas.

## Taxonomía
El género fue descrito por Takenoshin Nakai y publicado en Journal of the Arnold Arboretum 6(3): 152. 1925.  La especie tipo es: Sinobambusa tootsik (Makino) Makino ex Nakai	
Citología
El número cromosómico básico es x = 12, con números cromosómicos somáticos de 2n = 48. tetraploides. Los cromosomas son relativamente pequeños.

## Especies aceptadas
A continuación se brinda un listado de las especies del género Sinobambusa aceptadas hasta noviembre de 2013, ordenadas alfabéticamente. Para cada una se indica el nombre binomial seguido del autor, abreviado según las convenciones y usos.  
- Sinobambusa baccanensis T.Q.Nguyen
- Sinobambusa farinosa (McClure) T.H.Wen
- Sinobambusa henryi (McClure) C.D.Chu & C.S.Chao
- Sinobambusa humila McClure
- Sinobambusa humilis McClure
- Sinobambusa incana T.H.Wen
- Sinobambusa intermedia McClure
- Sinobambusa nephroaurita C.D.Chu & C.S.Chao
- Sinobambusa rubroligula McClure
- Sinobambusa sat (Balansa) C.S.Chao & Renvoize
- Sinobambusa scabrida T.H.Wen
- Sinobambusa solearis (McClure) T.Q.Nguyen
- Sinobambusa tootsik (Makino) Makino ex Nakai
- Sinobambusa urens T.H.Wen
- Sinobambusa yixingensis C.S.Chao & K.S.Xiao